# Tabanus cordigeroides
Tabanus cordigeroides är en tvåvingeart som beskrevs av Chen och Xu 1992. Tabanus cordigeroides ingår i släktet Tabanus och familjen bromsar.
Artens utbredningsområde är Guizhou (Kina). Inga underarter finns listade i Catalogue of Life.